# Programme Pick–Sloan du Bassin du Missouri

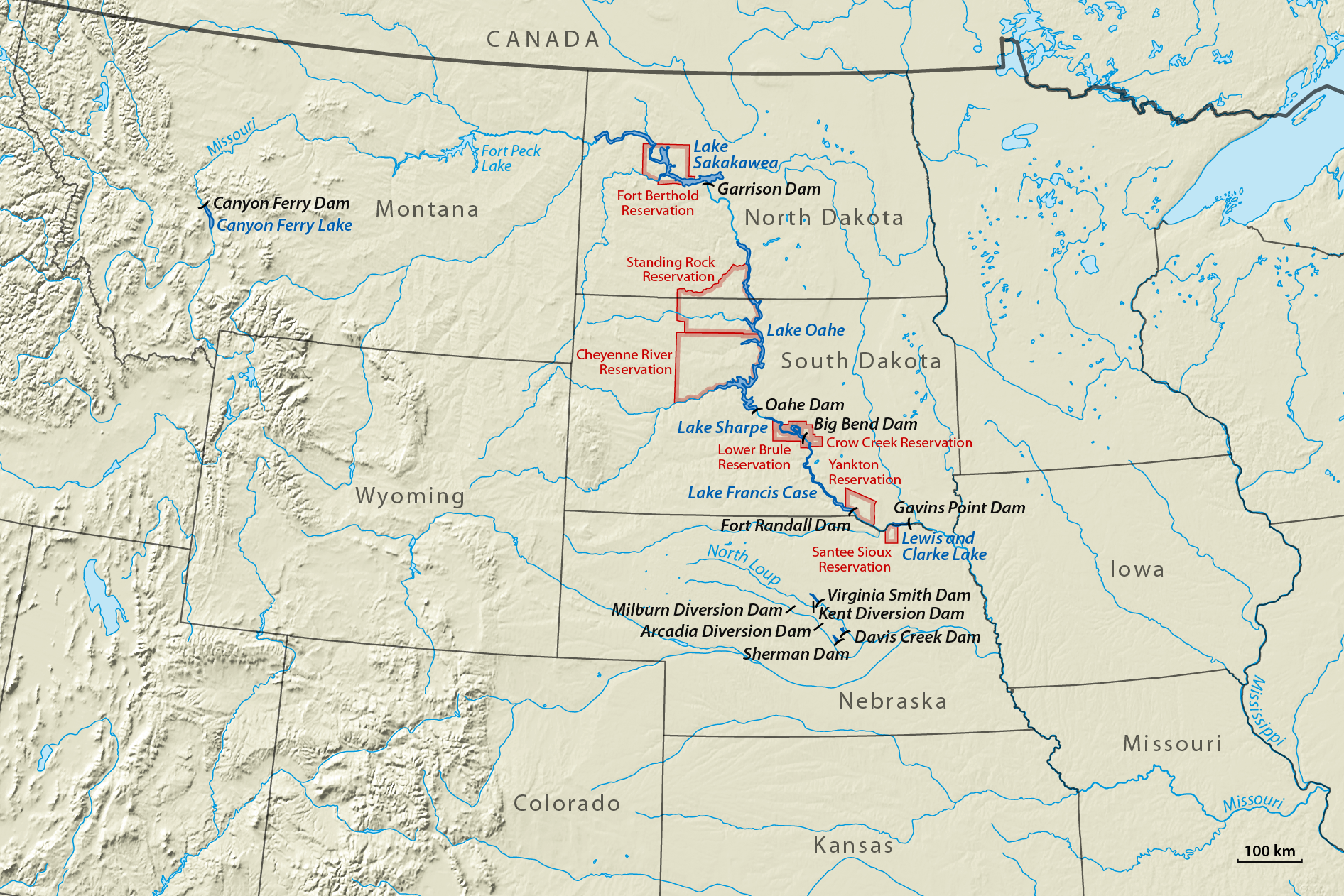

Le programme Pick-Sloan du Bassin du Missouri a été initialement autorisé par le Flood Control Act de 1944, qui a approuvé le plan de conservation, de contrôle et d’utilisation des ressources en eau dans le bassin de la rivière Missouri, aux États-Unis.
Les utilisations bénéfiques prévues de ces ressources en eau comprennent la lutte contre les inondations, les aides à la navigation, l’irrigation, l’approvisionnement en eau supplémentaire, la production d’électricité, l’approvisionnement en eau local et industriel, la réduction de la pollution des cours d’eau, le contrôle des sédiments, la préservation et la mise en valeur des poissons et de la faune, et la création de possibilités de loisirs.
La construction de barrages tels que l’Oahe, le Garrison et Fort Randall a inondé des parties importantes de nombreuses réserves amérindiennes, y compris celles de Standing Rock, Cheyenne River, Fort Berthold, Crow Creek (en) et Lower Brulé (en).
Le programme tire son nom des auteurs Lewis A. Pick, directeur du bureau de la rivière Missouri du Corps des ingénieurs de l’armée des États-Unis, et William Glenn Sloan, directeur du Bureau of Reclamation des États-Unis de Billings dans le Montana.

### Source
- (en) Cet article est partiellement ou en totalité issu de l’article de Wikipédia en anglais intitulé « Pick–Sloan Missouri Basin Program » (voir la liste des auteurs).